# Holger Löwenadler
Holger Löwenadler (Jönköping, 1 de abril de 1904 - Estocolmo, 18 de junho de 1977) foi um ator sueco.

## Biografia
Holger nasceu em Jönköping batizado pelo nome de Carl Minton Löwenadler. Desde a sua infância interessou-se por companhias de teatro, até ingressar no ano de 1921 para o curso de teatro na Universidade de Gotemburgo, formando-se em 1926.
Depois de se formar em 1926 e pouco tempo no Dramaten, ele foi ao Teatro Sueco em Turku em 1927 e de volta a Estocolmo em 1930 e ao Blancheteatern, onde participou da peça D.H. Meu filho é meu, de Lawrence (1937). Ele próprio considerou que o tempo neste teatro o desenvolveu e chegou a atenuar o adultério que ele havia se dado anteriormente. Na primavera de 1940, ele retornou ao Dramaten, onde desempenhou um papel de destaque como Lennie, de mente fraca, em camundongos e pessoas; no ano seguinte, voltou a se envolver firmemente no cenário nacional.
Com seu poder emocional reprimido e acuidade intelectual, ele foi descrito como um dos melhores atores do teatro sueco. No início de sua carreira, ele costumava interpretar personagens mais antipáticos, algo que ele veio a desenvolver durante seu tempo em Blanche. 
Em 1939, ele recebeu a bolsa De Wahl da Associação de Teatro, 1949 a bolsa Gösta Ekman da mesma associação, a bolsa O'Neill 1965 de Dramaten e a medalha de ouro da Associação de Teatro de 1976.

## Prêmios e indicações
| Ano  | Premiação                        | Produção       | Categoria               | Recipiente        | Resultado | Ref.  |
| ---- | -------------------------------- | -------------- | ----------------------- | ----------------- | --------- | ----- |
| 1974 | National Board of Review         | Lacombe Lucien | Melhor Ator Coadjuvante | Holger Löwenadler | Venceu    | [ 6 ] |
| 1974 | National Society of Film Critics | Lacombe Lucien | Melhor ator coadjuvante | Holger Löwenadler | Venceu    | [ 6 ] |

## Morte
Holger morreu em Estocolmo, no dia 18 de junho de 1977. Löwenadler está enterrado no Cemitério de Norra, nos arredores de Estocolmo.

## Filmografia selecionada
Compõem a filmografia de Holger: 
- The Women Around Larsson (1934)
- Ocean Breakers (1935)
- Russian Flu (1937)
- They Staked Their Lives (1940)
- Den blomstertid (1940)
- The Heavenly Play (1942)
- The Word (1943)
- Kungajakt (1944)
- Resan bort (1945)
- Johansson and Vestman (1946)
- Iris and the Lieutenant (1946)
- A Ship to India (1947)
- Divorced (1951)
- Barabbas (1953)
- The Girl from Backafall (1953)
- Sängkammartjuven (1959)
- The Judge (1960)
- Heja Roland! (1966)
- Lacombe Lucien (1974)
- Splendeurs et misères des courtisanes (1975)
- Maîtresse (1975)
- Paradise Place (1977)